# Stile Federazione

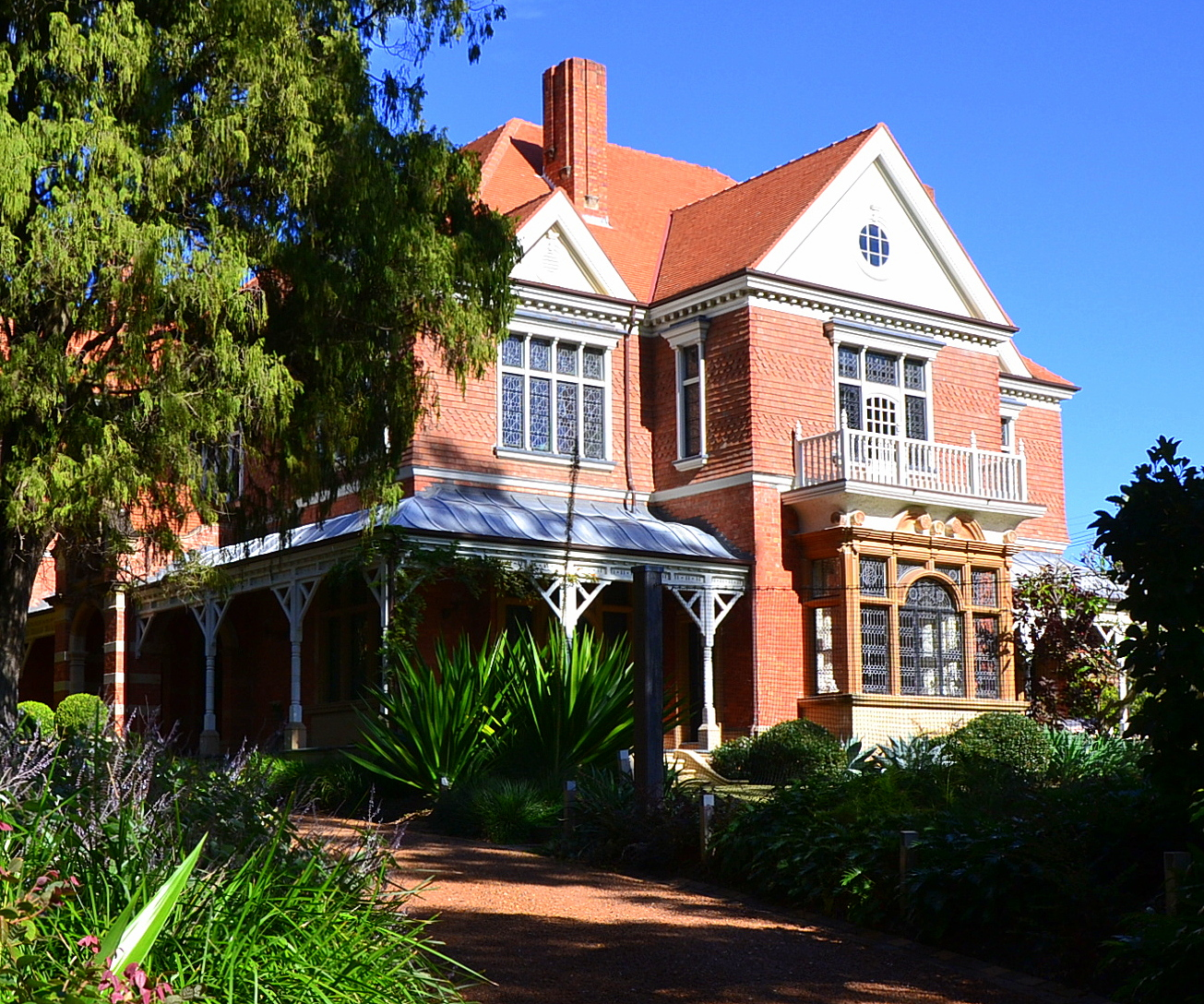
La residenza Caerleon, situata a Bellevue Hill nel Nuovo Galles del Sud, è il più antico edificio in stile Regina Anna dell'Australia. Oggi è inserita nel Register of the National Estate.

Lo stile Federazione (Federation architecture in inglese) rappresenta una tendenza stilistica e architettonica impostasi in Australia tra il 1890 e il 1915. Il nome fa riferimento alla Federazione dell'Australia, avvenuta il 1 gennaio 1901, giorno in cui le colonie australiane divennero il Commonwealth dell'Australia.
Lo stile Federazione ha i suoi maggiori antecedenti nello stile Regina Anna e nell'architettura edoardiana diffusi a quel tempo nel Regno Unito, cui si sommano influenze da diversi altri stili tra cui il movimento Arti e mestieri.

## Sottostili
Lo stile Federazione presenta al suo interno dodici correnti stilistiche:
- Federazione accademico e classico
- Federazione classico libero
- Federazione filigrana
- Federazione anglo-olandese
- Federazione romanico
- Federazione gotico
- Federazione gotico in legno
- Federazione magazzino
- Federazione Regina Anna
- Federazione stile libero
- Federazione Arti e mestieri
- Federazione bungalow